# Активний об'єкт
Активний об'єкт (англ. Active object) — шаблон проектування, який відокремлює виконання методу від виклику методу для об'єктів, кожен з яких знаходиться у власному потоці керування. Мета полягає в тому, щоб запровадити паралелізм за допомогою асинхронного виклику методів і планувальника для обробки запитів.
Шаблон складається з шести елементів:
- Об'єкт-замісник (проксі), який забезпечує інтерфейс для клієнтів із загальнодоступними методами.
- Інтерфейс, який визначає методу доступу до активного об'єкта.
- Список поступаючих запитів від клієнтів.
- Планувальник, який вирішує, який запит виконати наступним.
- Реалізація методів активного об'єкта.
- Процедура зворотного виклику або змінна для отримання клієнтом результату.

## Приклад

### Java
Приклад шаблону активного об'єкта в Java . 
Далі наведено стандартний клас, який надає два методи, кожен з яких встановлює певне значення типу double для змінної  val. Цей клас НЕ відповідає шаблону активного об’єкта.
```
class
 
MyClass
 
{

    
private
 
double
 
val
 
=
 
0.0
;

    
void
 
doSomething
()
 
{

        
val
 
=
 
1.0
;

    
}

    
void
 
doSomethingElse
()
 
{

        
val
 
=
 
2.0
;

    
}

}

```

Клас є небезпечним у багатопоточному сценарії, оскільки обидва методи можуть бути викликані одночасно, тому значення val може бути невизначеним — це класична умова гонки. Можна використовувати синхронізацію для вирішення цієї проблеми, що в цьому тривіальному випадку легко. Але як тільки клас стає складним, синхронізація може стати дуже складною. 
Для того, щоб переписати цей клас саме як активний об’єкт, можна зробити наступне:
```
class
 
MyActiveObject
 
{

  
private
 
double
 
val
 
=
 
0.0
;

  
private
 
BlockingQueue
<
Runnable
>
 
dispatchQueue
 
=
 
new
 
LinkedBlockingQueue
<
Runnable
>
();

  
public
 
MyActiveObject
()
 
{

    
new
 
Thread
 
(
new
 
Runnable
()
 
{

          

        
@Override

        
public
 
void
 
run
()
 
{

          
try
 
{

            
while
 
(
true
)
 
{

              
dispatchQueue
.
take
().
run
();

            
}

          
}
 
catch
 
(
InterruptedException
 
e
)
 
{
  

            
// ok, перервати диспетчер

          
}

        
}

      
}

    
).
start
();

  
}

  
void
 
doSomething
()
 
throws
 
InterruptedException
 
{

    
dispatchQueue
.
put
(
new
 
Runnable
()
 
{

        
@Override

        
public
 
void
 
run
()
 
{
 

          
val
 
=
 
1.0
;
 

        
}

      
}

    
);

  
}

  
void
 
doSomethingElse
()
 
throws
 
InterruptedException
 
{

    
dispatchQueue
.
put
(
new
 
Runnable
()
 
{

        
@Override

        
public
 
void
 
run
()
 
{
 

          
val
 
=
 
2.0
;
 

        
}

      
}

    
);

  
}

}

```